# Toni Polster
Anton ("Toni") Polster (sinh 10 tháng 3 năm 1964 tại Viên) là cựu cầu thủ bóng đá Áo, chơi ở vị trí tiền đạo và là cầu thủ ghi nhiều bàn nhất trong lịch sử cho đội tuyển quốc gia Áo.
Polster khoác áo đội tuyển 95 lần, ghi được 44 bàn từ 1982 đến 2000. Ông từng tham dự các Giải vô địch bóng đá thế giới 1990 và 1998. Tại World Cup 1998, với sự hỗ trợ của các đồng đội như Ivica Vastic và Andreas Herzog, ông ghi được một bàn thắng đẹp trong trận gặp Cameroon, bàn thắng gỡ hoà 1-1 vào phút cuối cùng của trận đấu.
Ở cấp độ câu lạc bộ, ngoài thi đấu ở Áo, ông còn thi đấu cho các câu lạc bộ ở Ý, Tây Ban Nha, Đức.

## Thống kê sự nghiệp
| #   | Ngày                 | Địa điểm                                      | Đối thủ          | Bàn thắng | Kết quả | Giải đấu                 |
| --- | -------------------- | --------------------------------------------- | ---------------- | --------- | ------- | ------------------------ |
| 1.  | 17 tháng 11 năm 1982 | Sân vận động Gerhard Hanappi, Viên, Áo        | Thổ Nhĩ Kỳ       | 1–0       | 4–0     | Vòng loại Euro 1984      |
| 2.  | 7 tháng 5 năm 1985   | Sân vận động Liebenau, Graz, Áo               | Síp              | 2–0       | 4–0     | Vòng loại World Cup 1986 |
| 3.  | 26 tháng 3 năm 1986  | Sân vận động Friuli, Udine, Ý                 | Ý                | 1–0       | 1–2     | Giao hữu                 |
| 4.  | 27 tháng 8 năm 1986  | Tivoli, Innsbruck, Áo                         | Thụy Sĩ          | 1–0       | 1–1     | Giao hữu                 |
| 5.  | 15 tháng 10 năm 1986 | Sân vận động Liebenau, Graz, Áo               | Albania          | 2–0       | 3–0     | Vòng loại Euro 1988      |
| 6.  | 29 tháng 10 năm 1986 | Sân vận động Prater, Viên, Áo                 | Tây Đức          | 1–0       | 4–1     | Giao hữu                 |
| 7.  | 29 tháng 10 năm 1986 | Sân vận động Prater, Viên, Áo                 | Tây Đức          | 2–1       | 4–1     | Giao hữu                 |
| 8.  | 1 tháng 4 năm 1987   | Sân vận động Prater, Viên, Áo                 | Tây Ban Nha      | 2–2       | 2–3     | Vòng loại Euro 1988      |
| 9.  | 29 tháng 4 năm 1987  | Sân vận động Qemal Stafa, Tirana, Albania     | Albania          | 1–0       | 1–0     | Vòng loại Euro 1988      |
| 10. | 2 tháng 11 năm 1988  | Sân vận động Prater, Viên, Áo                 | Thổ Nhĩ Kỳ       | 1–0       | 3–2     | Vòng loại World Cup 1990 |
| 11. | 20 tháng 5 năm 1989  | Sân vận động Trung tâm, Leipzig, Đức          | Đông Đức         | 1–0       | 1–1     | Vòng loại World Cup 1990 |
| 12. | 15 tháng 11 năm 1989 | Sân vận động Prater, Viên, Áo                 | Đông Đức         | 1–0       | 3–0     | Vòng loại World Cup 1990 |
| 13. | 15 tháng 11 năm 1989 | Sân vận động Prater, Viên, Áo                 | Đông Đức         | 2–0       | 3–0     | Vòng loại World Cup 1990 |
| 14. | 15 tháng 11 năm 1989 | Sân vận động Prater, Viên, Áo                 | Đông Đức         | 3–0       | 3–0     | Vòng loại World Cup 1990 |
| 15. | 28 tháng 3 năm 1990  | Sân vận động La Rosaleda, Málaga, Tây Ban Nha | Tây Ban Nha      | 2–2       | 3–2     | Giao hữu                 |
| 16. | 25 tháng 3 năm 1992  | Népstadion, Budapest, Hungary                 | Hungary          | 1–0       | 1–2     | Giao hữu                 |
| 17. | 14 tháng 4 năm 1992  | Sân vận động Prater, Viên, Áo                 | Litva            | 3–0       | 4–0     | Giao hữu                 |
| 18. | 27 tháng 5 năm 1992  | De Baandert, Sittard-Geleen, Hà Lan           | Hà Lan           | 1–2       | 2–3     | Giao hữu                 |
| 19. | 2 tháng 9 năm 1992   | Sân vận động Linzer, Linz, Áo                 | Bồ Đào Nha       | 1–0       | 1–1     | Giao hữu                 |
| 20. | 28 tháng 10 năm 1992 | Sân vận động Prater, Viên, Áo                 | Israel           | 3–0       | 5–2     | Vòng loại World Cup 1994 |
| 21. | 14 tháng 4 năm 1993  | Sân vận động Ernst Happel, Viên, Áo           | Bulgaria         | 3–1       | 3–1     | Vòng loại World Cup 1994 |
| 22. | 2 tháng 6 năm 1994   | Sân vận động Ernst Happel, Viên, Áo           | Đức              | 1–4       | 1–5     | Giao hữu                 |
| 23. | 7 tháng 9 năm 1994   | Công viên Thể thao, Eschen, Liechtenstein     | Liechtenstein    | 1–0       | 4–0     | Vòng loại Euro 1996      |
| 24. | 7 tháng 9 năm 1994   | Công viên Thể thao, Eschen, Liechtenstein     | Liechtenstein    | 3–0       | 4–0     | Vòng loại Euro 1996      |
| 25. | 7 tháng 9 năm 1994   | Công viên Thể thao, Eschen, Liechtenstein     | Liechtenstein    | 4–0       | 4–0     | Vòng loại Euro 1996      |
| 26. | 12 tháng 10 năm 1994 | Sân vận động Ernst Happel, Viên, Áo           | Bắc Ireland      | 1–1       | 1–2     | Vòng loại Euro 1996      |
| 27. | 29 tháng 3 năm 1995  | Sân vận động Lehen, Salzburg, Áo              | Latvia           | 4–0       | 5–0     | Vòng loại Euro 1996      |
| 28. | 29 tháng 3 năm 1995  | Sân vận động Lehen, Salzburg, Áo              | Latvia           | 5–0       | 5–0     | Vòng loại Euro 1996      |
| 29. | 26 tháng 4 năm 1995  | Sân vận động Lehen, Salzburg, Áo              | Liechtenstein    | 2–0       | 7–0     | Vòng loại Euro 1996      |
| 30. | 26 tháng 4 năm 1995  | Sân vận động Lehen, Salzburg, Áo              | Liechtenstein    | 4–0       | 7–0     | Vòng loại Euro 1996      |
| 31. | 11 tháng 6 năm 1995  | Lansdowne Road, Dublin, Cộng hòa Ireland      | Cộng hòa Ireland | 1–1       | 3–1     | Vòng loại Euro 1996      |
| 32. | 11 tháng 6 năm 1995  | Lansdowne Road, Dublin, Cộng hòa Ireland      | Cộng hòa Ireland | 3–1       | 3–1     | Vòng loại Euro 1996      |
| 33. | 16 tháng 8 năm 1995  | Sân vận động Daugava, Riga, Latvia            | Latvia           | 1–2       | 2–3     | Vòng loại Euro 1996      |
| 34. | 24 tháng 4 năm 1996  | Népstadion, Budapest, Hungary                 | Hungary          | 1–0       | 2–0     | Giao hữu                 |
| 35. | 9 tháng 11 năm 1996  | Sân vận động Ernst Happel, Viên, Áo           | Latvia           | 1–0       | 2–1     | Vòng loại World Cup 1998 |
| 36. | 8 tháng 6 năm 1997   | Sân vận động Daugava, Riga, Latvia            | Latvia           | 2–0       | 3–1     | Vòng loại World Cup 1998 |
| 37. | 20 tháng 8 năm 1997  | Sân vận động Kadrioru, Tallinn, Estonia       | Estonia          | 1–0       | 3–0     | Vòng loại World Cup 1998 |
| 38. | 20 tháng 8 năm 1997  | Sân vận động Kadrioru, Tallinn, Estonia       | Estonia          | 2–0       | 3–0     | Vòng loại World Cup 1998 |
| 39. | 20 tháng 8 năm 1997  | Sân vận động Kadrioru, Tallinn, Estonia       | Estonia          | 3–0       | 3–0     | Vòng loại World Cup 1998 |
| 40. | 11 tháng 10 năm 1997 | Sân vận động Ernst Happel, Viên, Áo           | Belarus          | 1–0       | 4–0     | Vòng loại World Cup 1998 |
| 41. | 11 tháng 10 năm 1997 | Sân vận động Ernst Happel, Viên, Áo           | Belarus          | 3–0       | 4–0     | Vòng loại World Cup 1998 |
| 42. | 2 tháng 6 năm 1998   | Sân vận động Ernst Happel, Viên, Áo           | Liechtenstein    | 1–0       | 6–0     | Giao hữu                 |
| 43. | 2 tháng 6 năm 1998   | Sân vận động Ernst Happel, Viên, Áo           | Liechtenstein    | 6–0       | 6–0     | Giao hữu                 |
| 44. | 11 tháng 6 năm 1998  | Sân vận động Thành phố, Toulouse, Pháp        | Cameroon         | 1–1       | 1–1     | World Cup 1998           |